# Logika Hoare’a
Logika Hoare’a – formalizm matematyczny służący do opisu poprawności algorytmów. Wprowadzony został przez brytyjskiego naukowca Charlesa A.R. Hoare’a w roku 1969.
Napis {\displaystyle \{P\}C\{Q\}} oznacza, że fragment kodu {\displaystyle C,} o ile na wejściu będzie miał stan spełniający warunek {\displaystyle P,} oraz zakończy swoje działanie, to na wyjściu da stan spełniający warunek {\displaystyle Q.} Formułę {\displaystyle P} nazywamy warunkiem wstępnym, a formułę {\displaystyle Q} nazywamy warunkiem końcowym.
Przykład:

do instrukcji przypisania {\displaystyle x:=5} możemy dopisać następujące warunki wstępne i końcowe:
{\displaystyle \{{\text{true}}\}x:=5\{x=5\},}
co oznacza, że przy dowolnym stanie przed wykonaniem instrukcji, po wykonaniu instrukcji będziemy mieli stan, w którym zmiennej {\displaystyle x} jest przypisana wartość 5.
prawdą będzie również formuła
{\displaystyle \{x=6,y=100\}x:=5\{x=5,y=100\},}
bo operacja przypisania na zmienną {\displaystyle x} nie zmieni wartości zmiennej {\displaystyle y.}
{\displaystyle \{x=15\}x:=x+1\{x=16\},}
też będzie prawdą, ponieważ operacja przypisania na zmienną {\displaystyle x} wartości tej zmiennej zwiększonej o 1, przy założeniu, że przed wykonaniem tej instrukcji zmienna {\displaystyle x} ma wartość 15 da nam wynik, w którym zmienna {\displaystyle x} będzie miała wartość 16.
W przypadku logiki Hoare’a dozwolone jest m.in. następujące rozumowanie:
jeśli {\displaystyle \{P_{1}\}C\{P_{2}\}} oraz {\displaystyle \{P_{2}\}D\{P_{3}\},} to {\displaystyle \{P_{1}\}C;D\{P_{3}\}.}
Pozwala nam to rozbijać złożone fragmenty kodu na instrukcje elementarne, dla których weryfikacja poprawności zapisu {\displaystyle \{P\}C\{Q\}} jest łatwa.